# Schirgiswalde-Kirschau
Schirgiswalde-Kirschau è una città della Germania, nello stato della Sassonia.

## Storia
La città di Schirgiswalde-Kirschau venne creata il 1º gennaio 2011 dalla fusione della città di Schirgiswalde con i comuni di Crostau e Kirschau; fino a tale data, i tre enti erano associati nella Verwaltungsgemeinschaft Schirgiswalde.

## Suddivisione
Schirgiswalde-Kirschau è suddivisa in quattro frazioni (Ortschaft), a loro volta suddivise in località (Ortsteil):
- Crostau, con le località:
  - Callenberg
  - Carlsberg
  - Crostau
  - Halbendorf/Geb.
  - Wurbis
- Kirschau, con le località:
  - Kirschau
  - Kleinpostwitz
- Rodewitz/Spree, con le località:
  - Bederwitz
  - Rodewitz/Spree
  - Sonnenberg
- Schirgiswalde, con le località:
  - Neuschirgiswalde
  - Schirgiswalde

## Amministrazione

### Gemellaggi
Schirgiswalde-Kirschau è gemellata con:
- Denkingen
- Niederstetten
- Sundern